# Glossotrophia ochrearia
Glossotrophia ochrearia är en fjärilsart som beskrevs av Wagner 1931. Glossotrophia ochrearia ingår i släktet Glossotrophia och familjen mätare. Inga underarter finns listade i Catalogue of Life.